# No palco
No palco è il terzo album dal vivo del gruppo musicale italiano Banco del Mutuo Soccorso, pubblicato nel 2003 dalla Sony Music.

## Descrizione
Contiene la registrazione del concerto celebrativo dei trent'anni del gruppo tenuto presso l'Ippodromo delle Capannelle di Roma con la partecipazione di numerosi ospiti di rilievo, come Mauro Pagani e Morgan.

## Tracce
Musiche di Vittorio Nocenzi, eccetto dove indicato.
1. Prologo #1 – 1:13
2. R.I.P. – 8:24 (testo: Francesco Di Giacomo, Vittorio Nocenzi)
3. Il ragno – 5:18 (testo: Francesco Di Giacomo, Vittorio Nocenzi)
4. Cento mani, cento occhi – 4:29 (testo: Francesco Di Giacomo, Vittorio Nocenzi)
5. Quando la buona gente dice – 6:28 (testo: Francesco Di Giacomo, Vittorio Nocenzi)
6. Canto di primavera – 7:27 (testo: Francesco Di Giacomo, Vittorio Nocenzi)
7. La caccia/FA# minore – 4:30
8. Moby Dick – 7:20 (testo: Francesco Di Giacomo, Vittorio Nocenzi)
9. Non mi rompete – 10:37 (testo: Francesco Di Giacomo, Vittorio Nocenzi)
10. Come due treni / Intro – 3:09 (musica: Gianni Nocenzi)
11. 750.000 anni fa...l'amore? – 6:34 (testo: Francesco Di Giacomo, Vittorio Nocenzi)
12. Traccia I – 3:01
13. Traccia II – 5:00

## Formazione
Gruppo
- Francesco Di Giacomo - voce
- Vittorio Nocenzi - pianoforte, tastiere, voce
- Rodolfo Maltese - chitarre, flicorno, voce
- Maurizio Masi - batteria
- Tiziano Ricci - basso, voce
- Filippo Marcheggiani - chitarre, voce
- Alessandro Papotto - clarinetto, sassofono, flauto

Altri musicisti
- Gianni Nocenzi - pianoforte (brani: Come due treni / Intro, 750.000 anni fa...l'amore?, Traccia I, Traccia II)
- Pierluigi Calderoni - batteria (brani: Il ragno, Non mi rompete, Traccia II)
- Federico Zampaglione - chitarra elettrica (brano: Moby Dick)
- Morgan - basso (brani: R.I.P., Quando la buona gente dice), cori (brano: Non mi rompete)
- Mauro Pagani - violino (brani: Canto di primavera e Non mi rompete)
- Filippo Gatti - cori (brano: Non mi rompete)
- Viola Buzzi - cori (brano: Non mi rompete)
- Andrea Satta - cori (brano: Non mi rompete)